# 山形県立庄内総合高等学校
山形県立庄内総合高等学校（やまがたけんりつ しょうないそうごうこうとうがっこう、Yamagata Prefectural Shōnai Comprehensive High School）は、山形県東田川郡庄内町廿六木字三ツ車にある県立高等学校。略称は「庄総」（しょうそう）。

## 概要
- 設置学科　全日制課程　
  - 総合学科

## 沿革
- 1927年 - 山形県余目実科女学校設立、開校
- 1946年 - 山形県余目高等女学校と改称
- 1948年 - 学制改革により、山形県余目高等学校通常課程となり、同時に定時制課程併置
- 1948年 - 町立から県に移管となり、山形県立余目高等学校通常課程となる
- 1966年 - 定時制課程廃止
- 1982年 - 新校舎竣工
- 1995年 - 学科改編により、普通科を募集停止し、全県学区の総合学科設置
- 1997年3月 - 普通科閉科
- 1997年4月 - 山形県立庄内総合高等学校と改称
- 2003年 - 2学期制導入
- 2022年 - 昼間定時制、通信制課程を開設予定[1]

## 部活動
- 運動系
  - ウエイトリフティング部、サッカー部、ソフトテニス部、体操部、卓球部、女子バスケットボール部、女子バレーボール部、男子バスケットボール部、野球部、陸上部
- 文化系
  - JRC、吹奏楽部、書道部、科学部、美術部、華道部、音楽部、食物部

## アクセス
- JR羽越本線 余目駅より徒歩20分